# Tootie Heath
Albert 'Tootie' Heath (Philadelphia (Pennsylvania), 31 mei 1935 – Santa Fe (New Mexico), 3 april 2024) was een Amerikaanse jazzdrummer.

## Carrière
De jongere broer van Percy en Jimmy Heath verhuisde in 1957 naar New York en had met opnamen bij John Coltrane en Nina Simone zijn plaatdebuut. Vervolgens was hij tot 1960 in de band van J.J. Johnson. In 1960 was hij drummer in het Art Farmer/Benny Golson-Jazztet en was hij te horen op het tweede album Big City Sounds. In 1961 speelde hij met Cedar Walton en Reggie Workman, maar ook met Bobby Timmons en Julian Cannonball Adderley. In 1965 verhuisde hij naar Stockholm. Van daaruit speelde hij met George Russell, Kenny Drew en Dexter Gordon en gaf hij concerten met Friedrich Gulda en Tete Montoliu. In 1968 keerde hij terug naar de Verenigde Staten, waar hij vervolgens werkte als drummer in het sextet van Herbie Hancock, met wie in 1969 het album Kawaida ontstond. Tussen 1970 en 1974 werkte hij bij Yusef Lateef. In 1974 nam hij op met Anthony Braxton en Kenny Drew in Kopenhagen en bleef hij een poos in Europa. In 1975 vervoegde hij zich bij de band The Heath Brothers van zijn broers. Sinds 1978 werkte hij daarnaast als freelancer. Hij is nu leider van The Whole Drum Truth, een ensemble van drummers, waartoe Ben Riley, Ed Thigpen, Jackie Williams, Billy Hart, Charlie Persip, Leroy Williams en Louis Hayes behoren. Volgens Tom Lord werkte Heath mee bij 268 sessies.
Anno 2019 werkte hij als pedagoog bij onder andere de Stanford Jazz Workshop. Als drummer had Heath de discrete, maar dynamische stijl van Kenny Clark verder ontwikkeld.
Heath overleed op 88-jarige leeftijd in een ziekenhuis in Santa Fe.

## Discografie
- 1973: Kwanza (Muse Records) met Curtis Fuller, Jimmy Heath, Kenny Barron, Ted Dunbar, Percy Heath
- 2013: Tootie's Tempo (Sunnyside Records) met Ethan Iverson, Ben Street